# Eat (NXT Soundtrack)
Eat (NXT Soundtrack) (стилизованно как EAT (NXT Soundtrack)) — мини-альбом-саундтрек (EP) американской певицы Поппи. Он был выпущен 8 июня 2021 года лейблом Sumerian Records в рамках продвижения шоу WWE NXT.
Хотя официальных синглов выпущено не было, несколько песен были прорекламированы на различных мероприятиях в течение 2021 года.

## Об альбоме и релизе
После выхода эмбиент-альбома Music to Scream To и рождественского мини-альбома A Very Poppy Christmas во втором полугодии 2020 года, Поппи в интервью журналу Spin в декабре рассказала, что работает над четвёртым студийным альбомом и другими проектами. 13 марта 2021 года Поппи объявила через свои социальные медиа, что исполнит новую песню на 63-й ежегодной церемонии вручения премии «Грэмми», На следующий день трек «Eat» был исполнен впервые, но не был выпущен в качестве сингла. Через месяц, 6 апреля, было объявлено, что Поппи дебютирует с новой песней на телепрограмме NXT TakeOver: Stand & Deliver. На мероприятии были исполнены кавер-версия песни Adam and the Ants «Stand and Deliver» и оригинальная песня под названием «Say Cheese». 20 апреля «Say Cheese» стала официальной тематической песней NXT.
8 июня Поппи вернулась в шоу NXT и выпустила EP Eat (NXT Soundtrack) live, включающий «Eat», «Say Cheese» и три новые песни. Песня «Dark Dark World» была также объявлена в качестве тематической песни для шоу In Your House.

## Отзывы критиков
Журнал Revolver оценил Eat (NXT Soundtrack) как «одну из лучших её работ», назвав его «более тяжёлым» и «более пронзительным». В июне 2021 года EP был включён журналом в список 20 лучших альбомов 2021 года на данный момент, а заглавный трек — в список 30 лучших песен 2021 года на данный момент.
| Публикация | Ассоциация                   | Год  | Позиция | Источник |
| ---------- | ---------------------------- | ---- | ------- | -------- |
| Revolver   | 25 лучших альбомов 2021 года | 2021 | 9       | [ 11 ]   |

## Список композиций
| №                   | Название            | Автор(ы)                     | Длительность |
| ------------------- | ------------------- | ---------------------------- | ------------ |
| 1.                  | «Eat»               | Поппи Крис Грейтти           | 3:01         |
| 2.                  | «Say Cheese»        | Поппи Грейтти                | 2:42         |
| 3.                  | «Cue»               | Поппи Грейтти                | 3:26         |
| 4.                  | «Breeders»          | Поппи Саймон Уилкокс [англ.] | 2:26         |
| 5.                  | «Dark Dark World»   | Поппи Грейтти                | 2:49         |
| Общая длительность: | Общая длительность: | Общая длительность:          | 14:24        |

## История релиза
| Страна    | Дата        | Формат                       | Лейбл    | Источник |
| --------- | ----------- | ---------------------------- | -------- | -------- |
| Различные | 8 июня 2021 | Цифровое скачивание стриминг | Sumerian | [ 12 ]   |
| Различные | Июль        | Кассета                      | Sumerian | [ 13 ]   |